# Yeşilyurt Futbol Sahası
Yeşilyurt Futbol Sahası ist ein reines Fußballstadion in Karabağlar, Izmir. Eigentümer des Stadions ist die Stadt Izmir.

## Über das Stadion
Das Fußballstadion beherbergt eine kleine Südkurve, die für Fans der Gästemannschaft bestimmt ist. Zudem gibt es eine Haupttribüne, ebenfalls mit Sitzplätzen ausgestattet, in der die Gastgeber-Fans sitzen bzw. stehen. In der Saison 2016/17 tragen insgesamt 17 Mannschaften im Yeşilyurt Futbol Sahası ihre Heimspiele aus. İzmirspor, langjähriger Erst- und Zweitligist, gilt hierbei als die populärste Mannschaft.

## Kritik
Das Yeşilyurt Futbol Sahası war in der jüngeren Vergangenheit einiger Kritik ausgesetzt, so bemängelte im Jahr 2013 der damalige Präsident von İzmirspor Tansel Meriç die seiner Meinung nach zu geringe Kapazität des Stadions, welches die Menge der Fans schlicht nicht aufnehmen könne. Auch wird das Stadion von den Fans als „Käfig“ bezeichnet, weil es vollständig umzäunt und somit die Sicht auf den Platz eingeschränkt ist. Verschiedene Trainer kritisieren auch den Kunstrasen, welcher „zu hart“ sei und krebserregende Stoffe enthalte. Es sei ungerecht, dass das Spielen auf Naturrasen nur den Profimannschaften Izmirs vorbehalten sei, lautet einstimmig die Meinung vieler Mannschaften, die auf dem Platz ihre Partien austragen.